# Ynet
Ynet és un lloc web de notícies sobre Israel. El propietari n'és Yedioth Ahronoth, el periòdic israelià de més circulació, i hi inclou articles de l'edició impresa, la major part del contingut publicat a la pàgina web és obra original només escrita per personal semi-independent. És originalment llançat en dues versions: hebreu i àrab (Ynet i arabynet), la versió àrab deixà d'operar el maig del 2005. Actualment hi ha també una edició en anglès (Ynetnews). El major competidor d'Ynet és NRG, operat pel seu competidor a la premsa escrita, el periòdic Maariv.